# وليام ماركوارت
وليام ماركوارت (24 فبراير 1915 – 13 يونيو 1960) هو ملاكم كندي راحل، مثّل بلاده في الألعاب الأولمبية الصيفية 1936.

## روابط خارجية
وليام ماركوارت على موقع بوكس ريك (الإنجليزية) (registration required)
- وليام ماركوارت على موقع أوليمبيديا (الإنجليزية)